# Cymodema tabidum
Cymodema tabidum är en insektsart som beskrevs av Maximilian Spinola 1837. Cymodema tabidum ingår i släktet Cymodema och familjen Cymidae. Inga underarter finns listade i Catalogue of Life.